# Enwald Schinkel
Enwald Schinkel SOCist (auch Enwaldus Schinckel; † nach 1535 im Kloster Eldena) war der letzte Abt des Klosters Eldena und zeitweilig Rektor an der Universität Greifswald.

## Leben
Er entstammte einer pommerschen Adelsfamilie, schlug die geistliche Laufbahn ein und trat dem Konvent des Eldenaer Klosters bei. 1490 beteiligte er sich an der Absetzung des Abtes Gregorius Groper. Unter dessen Nachfolger Lambert von Werle wurde er 1494 Subprior. 
1510 wurde er durch den Camminer Bischof Martin Karith zum Abt des Klosters Eldena geweiht. Die Einführungspredigt hielt der Greifswalder Theologe Wichmann Kruse. Enwald Schinkel führte als Abt die Aufsicht (patrocinium) über die theologische Fakultät der Universität Greifswald, die er 1513 als Rektor leitete. Kruse war zu dieser Zeit sein Vizerektor.
Nach der 1535 erfolgten Säkularisation des Klosters konnten Enwald Schinkel und sein Prior Michael Knabe bis zu ihrem Tod ihren Wohnsitz im Kloster behalten. Beide bekamen eine Pension und befassten sich mit der von ihnen gesammelten Bibliothek, die später an die Wolgaster Petrikirche und von dort an die Universität Greifswald ging.